# Віланова-де-Ароуса
Віланова-де-Ароуса (гал. Vilanova de Arousa, ісп. Villanueva de Arosa) — муніципалітет в Іспанії, у складі автономної спільноти Галісія, у провінції Понтеведра. Населення — 10 719 осіб (2009).
Муніципалітет розташований на відстані близько 490 км на північний захід від Мадрида, 20 км на північний захід від Понтеведри.
Муніципалітет складається з таких паррокій: Андрас, Байон, Калейро, Дейро, Тремоедо, Віланова-де-Ароуса.

## Демографія
Динаміка населення (INE ):

## Галерея зображень

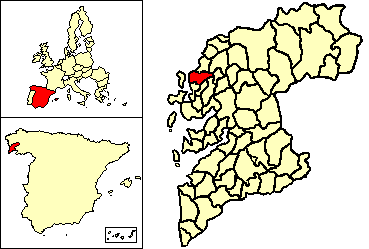
Розташування муніципалітету
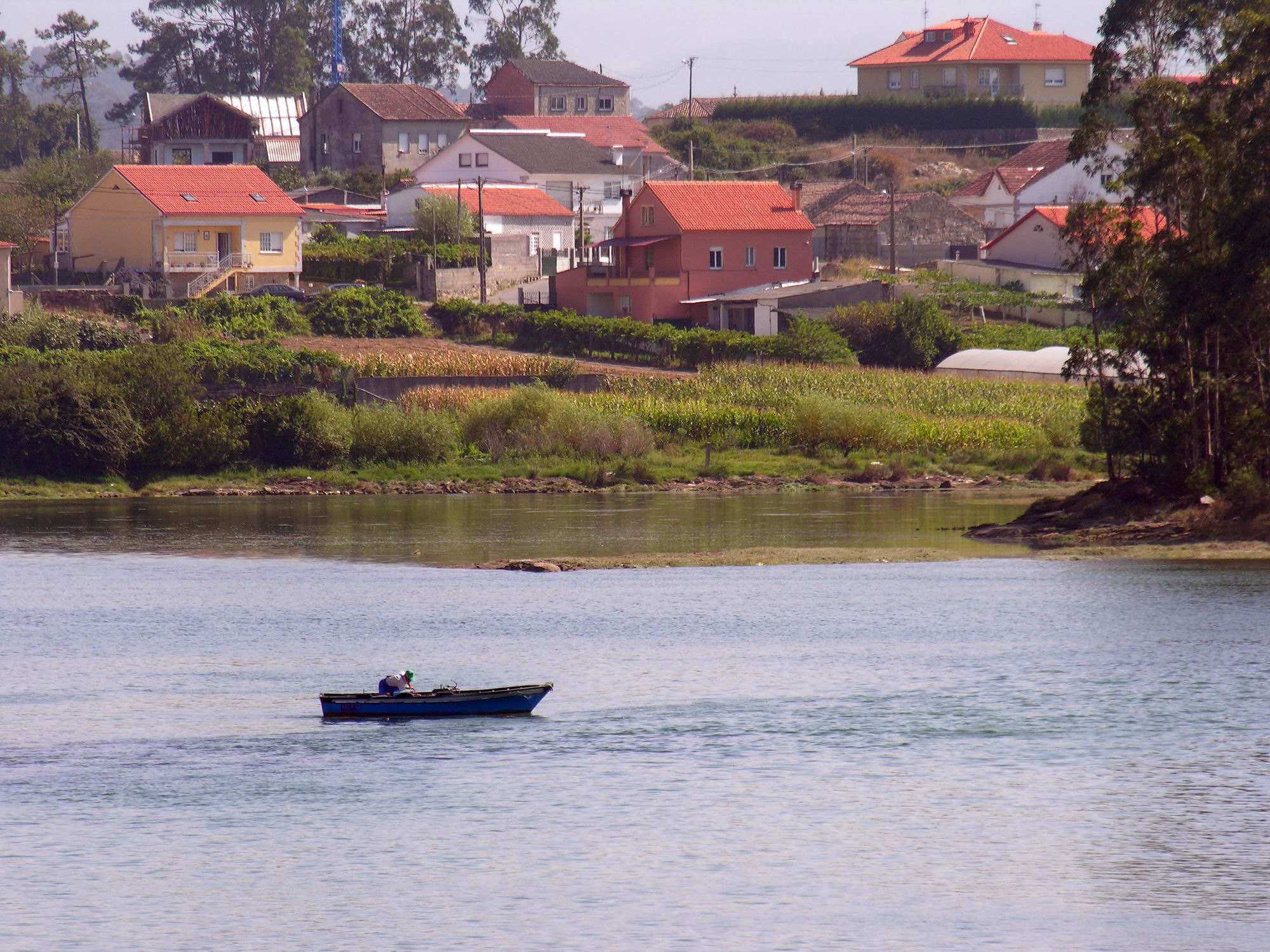
Гурло річки Куррас, у місті Віланова-де-Ароуса